# Florian Bugl
Florian Manuel Bugl (* 14. Mai 2002 in Landshut) ist ein deutscher Eishockeytorwart, der seit April 2022 bei den Straubing Tigers aus der Deutschen Eishockey Liga (DEL) unter Vertrag steht.

## Karriere

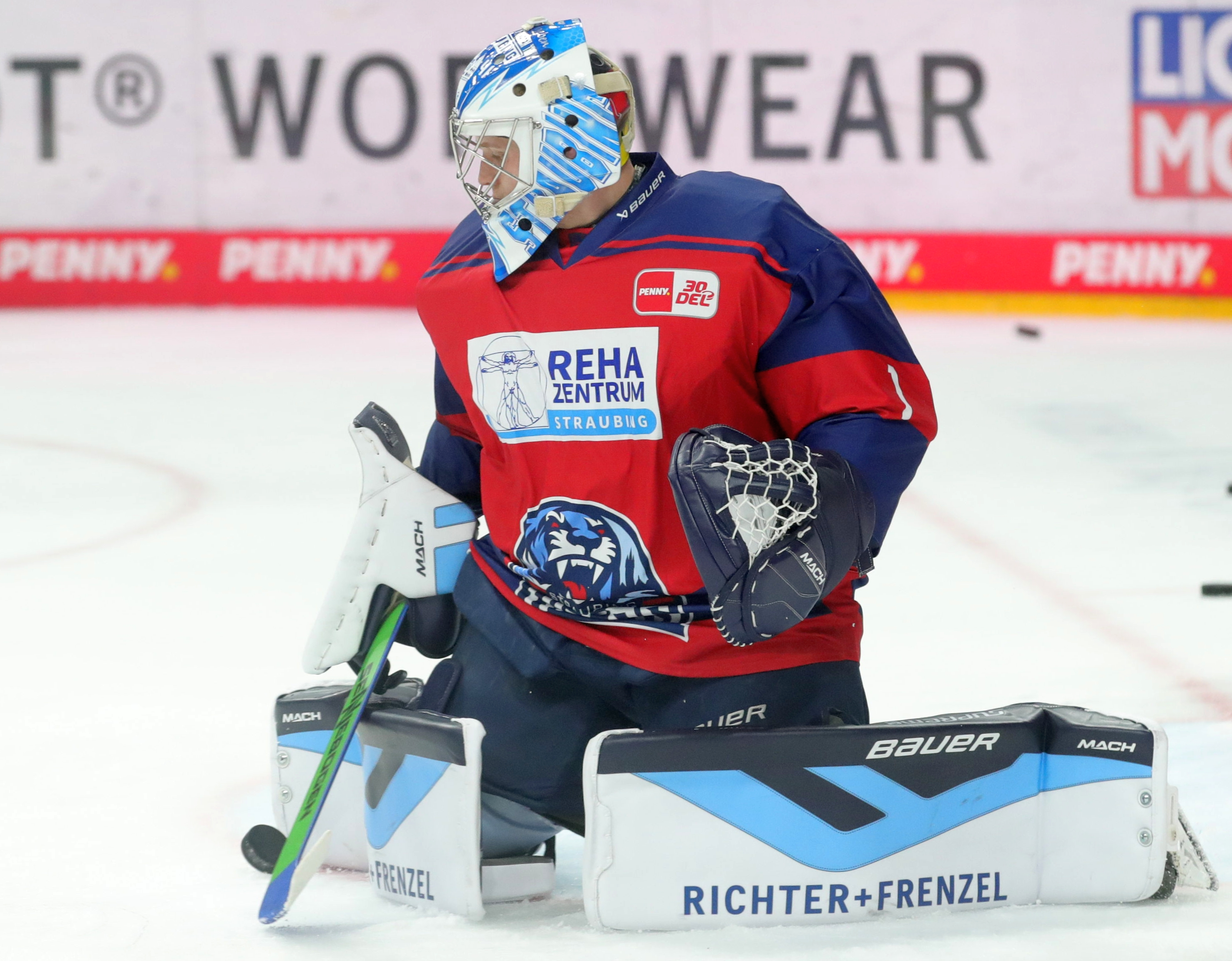
Bugl im Trikot der Straubing Tigers (2023)

Bugl spielte bis zu den U14-Junioren beim EV Landshut, dem Eishockeyverein aus seiner Geburtsstadt. Anschließend verbrachte der Torwart die Saison 2015/16 im Nachwuchsleistungszentrum der Adler Mannheim, bevor er im Sommer 2016 an die von der Red Bull GmbH unterstützte Nachwuchsakademie des österreichischen Klubs EC Red Bull Salzburg wechselte. Dort spielte Bugl zunächst für die U18-Mannschaft, mit der er unter anderem an der Erste Bank Juniors League (EBJL) teilnahm und diese im Frühjahr 2018 auch gewann. Ebenso nahm er mit dem U19-Team in der Spielzeit 2018/19 am Spielbetrieb im tschechischen Juniorenbereich teil.
Mit Beginn der Saison 2020/21 gehörte der Deutsche zum Kader der RB Hockey Juniors, der zweiten Mannschaft des EC Red Bull Salzburg, die der Alps Hockey League angehörten. Dort war er in den folgenden beiden Spielzeiten als Stammtorhüter in insgesamt 47 Partien aktiv und verdiente sich mit seinen Leistungen auch einen Kurzeinsatz in der ersten Mannschaft in der ICE Hockey League. Im April 2022 verpflichteten schließlich die Straubing Tigers aus der Deutschen Eishockey Liga (DEL) den Torhüter, womit Bugl nach sechs Jahren in Österreich in sein Heimatland zurückkehrte. In seiner ersten DEL-Saison teilte er sich den Posten im Tor mit dem US-Amerikaner Hunter Miska und stand in 27 Spielen zwischen den Pfosten. Zudem kam er – ausgestattet mit einer Förderlizenz – zu sechs Einsätzen bei seinem Heimatklub aus Landshut in der DEL2. In der Saison 2023/24 stand er ausschließlich für Straubing im Tor und teilte sich die Aufgaben weiterhin mit Miska. Gemessen an seiner Fangquote und seinem Gegentorschnitt gehörte er in dieser Spielzeit statistisch zu den besten Torhütern der DEL-Hauptrunde.

### International

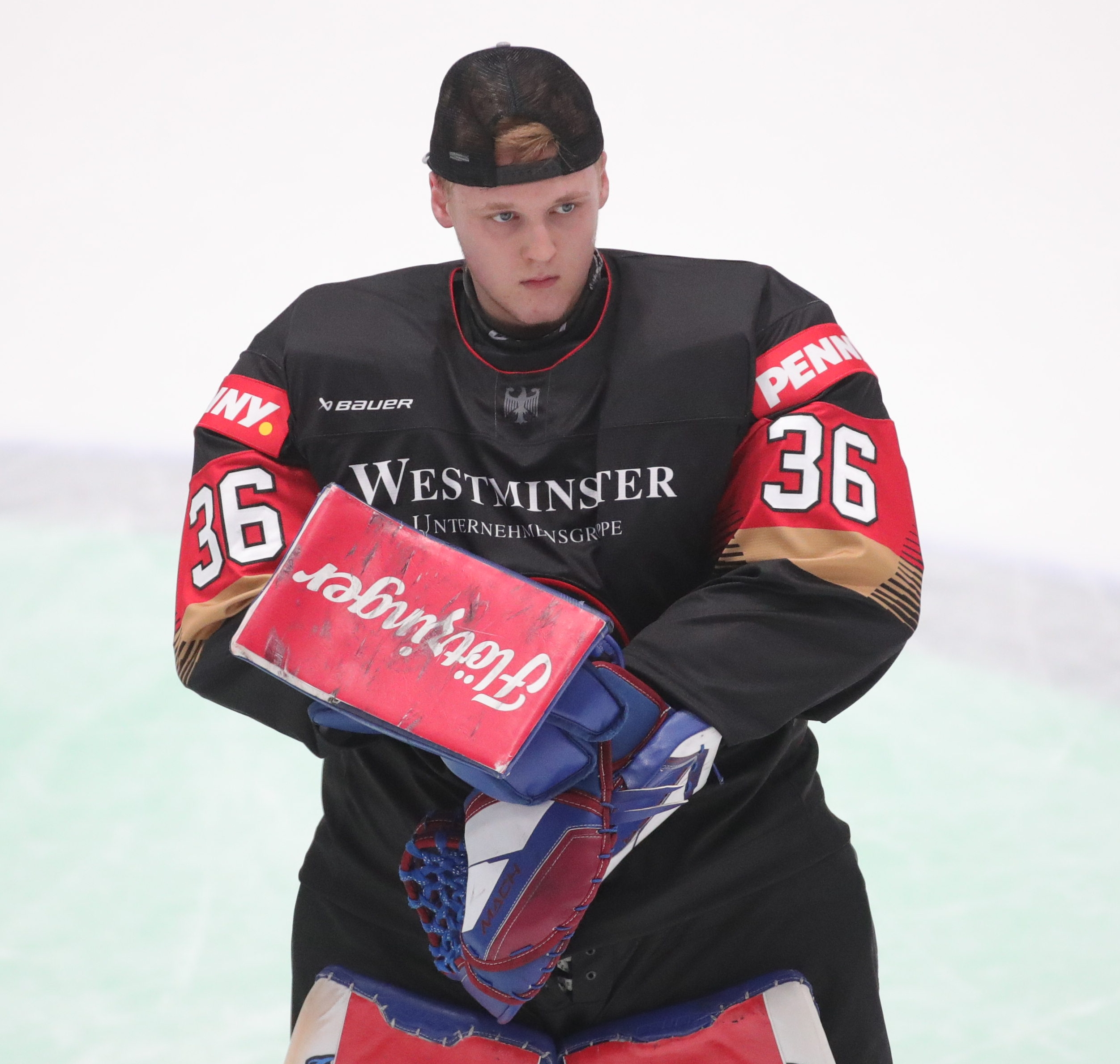
Bugl als Spieler der deutschen Nationalmannschaft (2023)

Auf internationaler Ebene kam Bugl bereits ab der Spielzeit 2017/18 für die Juniorennationalmannschaften des Deutschen Eishockey-Bundes zu Einsätzen. Aufgrund der COVID-19-Pandemie dauerte es allerdings bis zur U20-Junioren-Weltmeisterschaft 2021, ehe der Torwart sein erstes internationales Turnier absolvierte. Als Stammtorwart im Duo mit Arno Tiefensee bestritt er drei Partien. In der Folge stand Bugl im Aufgebot der deutschen U20-Auswahl bei der U20-Junioren-Weltmeisterschaft 2022 – diesmal als Stammkraft mit Ersatzmann Nikita Quapp. Inklusive eines Einsatzes beim abgebrochenen Event der Weltmeisterschaft 2022 stand er in insgesamt sieben WM-Partien zwischen den Pfosten. Bei beiden beendeten Wettbewerben landete die deutsche Mannschaft auf dem sechsten Platz.
Sein Debüt in der A-Nationalmannschaft gab Bugl im Februar 2023, als er von Interimstrainer Alexander Sulzer zu zwei Testspielen gegen die Slowakei eingeladen wurde und einen 20-minütigen Kurzeinsatz hatte. Die DEB-Auswahl trat dabei ausschließlich mit U25-Spielern an. Im weiteren Verlauf des Kalenderjahres spielte der Schlussmann beim Deutschland Cup 2023.

## Erfolge und Auszeichnungen
- 2018 EBJL-Meister mit der RB Hockey Akademie

## Karrierestatistik
Stand: Ende der Saison 2024/25

### International
Vertrat Deutschland bei:
- U20-Junioren-Weltmeisterschaft 2021
- abgebr. U20-Junioren-Weltmeisterschaft 2022
- U20-Junioren-Weltmeisterschaft 2022

(Legende zur Torhüterstatistik: GP oder Sp = Spiele insgesamt; W oder S = Siege; L oder N = Niederlagen; T oder U oder OT = Unentschieden oder Overtime- bzw. Shootout-Niederlage; Min. = Minuten; SOG oder SaT = Schüsse aufs Tor; GA oder GT = Gegentore; SO = Shutouts; GAA oder GTS = Gegentorschnitt; Sv% oder SVS% = Fangquote; EN = Empty Net Goal; 1 Play-downs/Relegation; Kursiv: Statistik nicht vollständig)